# 日本キックボクシングリーグ機構
一般社団法人日本キックボクシングリーグ機構（にほんキックボクシングリーグきこう、Japan Kickboxing League Organizations）は、日本のキックボクシングの国内競技連盟。世界キックボクシング団体協会 (WAKO) に加盟。略称は、JKL。

## 歴史

### 背景
2007年ごろ、世界キックボクシング団体協会 (WAKO) が「タイ・キックボクシング」を「K1スタイル」に改称。2011年にK-1創始者の石井和義が中心となって、翌年よりK-1を統括する予定であった国際K-1連盟（FIKA）との開催協力で基本合意。
2022年、ワールドゲームズ2022公式競技でWAKOがキックボクシングをK1スタイルで実施。WAKOのキックボクシングはK1スタイルがメインとなっていた。2023年、WAKOのキックボクシングが2028年ロサンゼルスオリンピックの追加種目候補9競技に残るが落選。石井はWAKO会長のロイ・ベーカーと世界のキックボクシング界について懇談し、業界の更なる発展のため様々なアドバイスを行うアドバイザーに就任。正式で唯一の日本代表窓口となる。なお、キックボクシング発祥国にありながら、日本には長らくWAKOに加盟する国内競技連盟がなかった。

### 設立
2023年10月、石井らが発起人となり日本キックボクシングリーグ機構（JKL）を設立。発起人にはK-1、RISE、シュートボクシング、KNOCK OUT、全日本新空手道連盟、全日本キックボクシング連盟、DEEPの関係者が名を連ねる。日本国内におけるアマチュア・キックボクシング競技を統轄・運営・管理し、日本代表選手及び青少年の育成、相互コミュニティーの構築等を行い、業界の活性化、環境整備及びスポーツ振興に寄与することを目的とした日本支部契約を締結。
2023年11月、WAKOの日本唯一の国内競技連盟であるJKLは一般社団法人に。JKLはアマチュア・キックボクシング日本代表選手選考の全国大会に参加する各都道府県別の管理運営団体を主体としたで、最高決議機関となる社員総会、理事会の下に、各都道府県の代表者で構成される実行委員会、JKL社員総会の諮問機関である第三者評価委員会、理事長のもとで企画、運営、育成、調査研究などを行う各種委員会、法人組織となる事務局が設置。これらの組織によってJKLの運営に関わる各種方針を決定すべく、JKL、日本のキックボクシング、日本のスポーツの発展を目的としたさまざまな議論、将来構想の策定、調査、それに関わる実務を遂行。
2023年12月、「世界のキックボクシングの普及」、「豊かなスポーツ文化の振興」、「争いがない平和な世界を創る」という3つの理念を掲げ、JKLを始動。世界のキックボクシングファミリーが、 WAKOをトップに、WAKOアジア（アジアキックボクシング団体協会）をはじめとした各大陸の協会、各国団体という構図で形成されている中、JKLは日本オリンピック委員会（JOC）、（公財）日本スポーツ協会（JSPO）の加盟団体を目指して設立。アマチュア・キックボクシング選手を育成、世界大会に派遣する唯一の組織として、世界の様々な国際大会に日本代表選手の派遣を開始。

## 発起人
発起人は以下のとおりである。
- 石井和義（顧問）
- 伊藤隆（幹事）
- 宮園泰人（幹事）
- 寺口大介[注 1]（幹事）
- 尾方健一[注 2]
- 小野寺力
- 久保坂左近[注 3]
- 山口元気
- 宮田充[注 4]
- 大成敦[注 5]
- 林裕人[注 6]